# IRB Junior World Rugby Trophy 2009
Die IRB Junior World Rugby Trophy 2009 war die zweite Ausgabe des gleichnamigen Wettbewerbs in der Sportart Rugby Union, der als Qualifikation zur Juniorenweltmeisterschaft dient. Die Veranstaltung fand vom 21. April bis zum 3. Mai 2009 in Kenia statt. Den Wettbewerb entschied Rumänien für sich.
Einen Monat später fand in Japan die Juniorenweltmeisterschaft 2009 für höher eingestufte Mannschaften statt.

## Austragungsorte
Sämtliche Spiele wurden in Nairobi ausgetragen, entweder im Impala Ground oder im RFUEA Ground.

## Teilnehmer
Acht Mannschaften nahmen am Turnier teil. Automatisch qualifiziert waren Gastgeber Kenia und die USA als Letztplatzierte der Juniorenweltmeisterschaft 2008. Weitere sechs Länder qualifizierten sich über kontinentale Meisterschaften in Afrika, Asien, Europa, Nordamerika, Ozeanien und Südamerika.
| Land            | Qualifiziert als                          |
| --------------- | ----------------------------------------- |
| Chile           | 2. Platz Junioren-Südamerikameisterschaft |
| Cayman Islands  | Junioren-Nordamerikameister               |
| Kenia           | Gastgeber                                 |
| Namibia         | Junioren-Afrikameister                    |
| Papua-Neuguinea | Junioren-Ozeanienmeister                  |
| Rumänien        | Junioren-Europameister                    |
| Südkorea        | Junioren-Asienmeister                     |
| USA             | Absteiger Junioren-WM 2008                |

## Vorrunde
Modus:
- 4 Punkte bei einem Sieg
- 2 Punkte bei einem Unentschieden
- 1 Bonuspunkt für vier oder mehr Versuche, unabhängig vom Endstand
- 1 Bonuspunkt bei einer Niederlage mit sieben oder weniger Spielpunkten Unterschied

### Gruppe A
|    | Land           | Spiele | Siege | Unent. | Ndlg. | Spiel- punkte | Diff. | Bonus- punkte | Tabellen- punkte |
| -- | -------------- | ------ | ----- | ------ | ----- | ------------- | ----- | ------------- | ---------------- |
| 1. | USA            | 3      | 2     | 0      | 1     | 125:72        | + 53  | 4             | 12               |
| 2. | Kenia          | 3      | 2     | 0      | 1     | 117:54        | + 63  | 3             | 11               |
| 3. | Namibia        | 3      | 2     | 0      | 1     | 150:53        | + 97  | 2             | 10               |
| 4. | Cayman Islands | 3      | 0     | 0      | 3     | 22:235        | − 213 | 0             | 0                |

| 21. April 2009 14:00 EAT | Cayman Islands | 15 : 64 | USA | Impala Ground, Nairobi Schiedsrichter: Heykel Bahroun (Tunesien) |
| 21. April 2009 14:00 EAT | (0:40) Bericht |         |     | Impala Ground, Nairobi Schiedsrichter: Heykel Bahroun (Tunesien) |

| 21. April 2009 16:15 EAT | Kenia           | 17 : 22 | Namibia | RFUEA Ground, Nairobi Schiedsrichter: Francisco Pastrana (Argentinien) |
| 21. April 2009 16:15 EAT | (12:10) Bericht |         |         | RFUEA Ground, Nairobi Schiedsrichter: Francisco Pastrana (Argentinien) |

| 25. April 2009 11:30 EAT | Cayman Islands | 7 : 104 | Namibia | Impala Ground, Nairobi Schiedsrichter: Constant Cap (Kenia) |
| 25. April 2009 11:30 EAT | (7:44) Bericht |         |         | Impala Ground, Nairobi Schiedsrichter: Constant Cap (Kenia) |

| 25. April 2009 13:30 EAT | USA            | 33 : 32 | Kenia | RFUEA Ground, Nairobi Schiedsrichter: Sindile Mayende (Südafrika) |
| 25. April 2009 13:30 EAT | (7:17) Bericht |         |       | RFUEA Ground, Nairobi Schiedsrichter: Sindile Mayende (Südafrika) |

| 29. April 2009 12:00 EAT | Kenia          | 67 : 0 | Cayman Islands | RFUEA Ground, Nairobi Schiedsrichter: Heykel Bahroun (Tunesien) |
| 29. April 2009 12:00 EAT | (22:0) Bericht |        |                | RFUEA Ground, Nairobi Schiedsrichter: Heykel Bahroun (Tunesien) |

| 29. April 2009 14:00 EAT | Namibia        | 24 : 29 | USA | RFUEA Ground, Nairobi Schiedsrichter: Francisco Pastrana (Argentinien) |
| 29. April 2009 14:00 EAT | (3:12) Bericht |         |     | RFUEA Ground, Nairobi Schiedsrichter: Francisco Pastrana (Argentinien) |

### Gruppe B
|    | Land            | Spiele | Siege | Unent. | Ndlg. | Spiel- punkte | Diff. | Bonus- punkte | Tabellen- punkte |
| -- | --------------- | ------ | ----- | ------ | ----- | ------------- | ----- | ------------- | ---------------- |
| 1. | Rumänien        | 3      | 3     | 0      | 0     | 141:51        | + 90  | 2             | 14               |
| 2. | Chile           | 3      | 2     | 0      | 1     | 119:69        | + 50  | 3             | 11               |
| 3. | Papua-Neuguinea | 3      | 1     | 0      | 2     | 82:119        | − 37  | 1             | 5                |
| 4. | Südkorea        | 3      | 0     | 0      | 3     | 54:157        | − 103 | 0             | 0                |

| 21. April 2009 12:00 EAT | Papua-Neuguinea | 17 : 50 | Rumänien | Impala Ground, Nairobi Schiedsrichter: Constant Cap (Kenia) |
| 21. April 2009 12:00 EAT | (7:19) Bericht  |         |          | Impala Ground, Nairobi Schiedsrichter: Constant Cap (Kenia) |

| 21. April 2009 14:00 EAT | Chile           | 49 : 21 | Südkorea | RFUEA Ground, Nairobi Schiedsrichter: Sindile Mayende (Südafrika) |
| 21. April 2009 14:00 EAT | (22:14) Bericht |         |          | RFUEA Ground, Nairobi Schiedsrichter: Sindile Mayende (Südafrika) |

| 25. April 2009 11:30 EAT | Chile           | 50 : 22 | Papua-Neuguinea | RFUEA Ground, Nairobi Schiedsrichter: Francisco Pastrana (Argentinien) |
| 25. April 2009 11:30 EAT | (17:10) Bericht |         |                 | RFUEA Ground, Nairobi Schiedsrichter: Francisco Pastrana (Argentinien) |

| 25. April 2009 13:30 EAT | Südkorea       | 14 : 65 | Rumänien | RFUEA Ground, Nairobi Schiedsrichter: Heykel Bahroun (Tunesien) |
| 25. April 2009 13:30 EAT | (9:19) Bericht |         |          | RFUEA Ground, Nairobi Schiedsrichter: Heykel Bahroun (Tunesien) |

| 29. April 2009 12:00 EAT | Papua-Neuguinea | 43 : 19 | Südkorea | Impala Ground, Nairobi Schiedsrichter: Constant Cap (Kenia) |
| 29. April 2009 12:00 EAT | (26:0) Bericht  |         |          | Impala Ground, Nairobi Schiedsrichter: Constant Cap (Kenia) |

| 29. April 2009 16:15 EAT | Rumänien      | 20 : 26 | Chile | RFUEA Ground, Nairobi Schiedsrichter: Sindile Mayende (Südafrika) |
| 29. April 2009 16:15 EAT | (8:9) Bericht |         |       | RFUEA Ground, Nairobi Schiedsrichter: Sindile Mayende (Südafrika) |

## Finalrunde

### Spiel um Platz 7
| 3. Mai 2009 11:30 EAT | Cayman Islands | 12 : 62 | Südkorea | Impala Ground, Nairobi Schiedsrichter: Heykel Bahroun (Tunesien) |
| 3. Mai 2009 11:30 EAT | (7:41) Bericht |         |          | Impala Ground, Nairobi Schiedsrichter: Heykel Bahroun (Tunesien) |

### Spiel um Platz 5
| 3. Mai 2009 11:30 EAT | Namibia         | 48 : 43 | Papua-Neuguinea | RFUEA Ground, Nairobi Schiedsrichter: Constant Cap (Kenia) |
| 3. Mai 2009 11:30 EAT | (21:24) Bericht |         |                 | RFUEA Ground, Nairobi Schiedsrichter: Constant Cap (Kenia) |

### Spiel um Platz 3
| 3. Mai 2009 13:30 EAT | Kenia          | 17 : 19 | Chile | RFUEA Ground, Nairobi Schiedsrichter: Francisco Pastrana (Argentinien) |
| 3. Mai 2009 13:30 EAT | (3:14) Bericht |         |       | RFUEA Ground, Nairobi Schiedsrichter: Francisco Pastrana (Argentinien) |

### Finale
| 3. Mai 2009 15:30 EAT | USA            | 13 : 25 | Rumänien | RFUEA Ground, Nairobi Schiedsrichter: Sindile Mayende (Südafrika) |
| 3. Mai 2009 15:30 EAT | (13:6) Bericht |         |          | RFUEA Ground, Nairobi Schiedsrichter: Sindile Mayende (Südafrika) |

## Schlussplatzierungen
| Platz | Land            |
| ----- | --------------- |
| 01    | Rumänien        |
| 02    | USA             |
| 03    | Chile           |
| 04    | Kenia           |
| 05    | Namibia         |
| 06    | Papua-Neuguinea |
| 07    | Südkorea        |
| 08    | Cayman Islands  |

Rumänien gewann das Turnier und hätte damit das Recht gehabt, an der Juniorenweltmeisterschaft 2010 teilzunehmen. Aufgrund der Umstrukturierung der Reduzierung der Anzahl teilnehmender Mannschaften von 16 auf 12 blieben die Rumänien jedoch in der gleichen Wettbewerbsklasse.